# マンデラ 自由への長い道
『マンデラ 自由への長い道』（原題: Mandela: Long Walk to Freedom）は、ジャスティン・チャドウィック監督、ウィリアム・ニコルソン脚本、イドリス・エルバとナオミ・ハリス出演による2013年のイギリス・南アフリカの伝記映画である。
反アパルトヘイト運動家で元南アフリカ大統領のネルソン・マンデラの著書『自由への長い道 ネルソン・マンデラ自伝』（1995年）を原作としている。

## ストーリー
父親から「問題児」という意味のロリシュラシュラと名付けられた少年時代のネルソン・マンデラは、7歳で親元を離れ一人前の男になるための儀式に参加させられる。そこでマンデラは数々の試練を乗り越えたあと、民衆の力は強いという教えを受けて一人前の男と認められ、故郷を離れる。
それから数年後の1942年、白人によって支配されていた南アフリカのヨハネスブルグでオリバー・タンボとともに弁護士事務所を開いているマンデラは、弱い立場の黒人たちを助けるため弁護を引き受けていた。彼は何度もANCのウォルター・シスルから会議への参加を勧誘されていたが、抗議活動以外の方法があると考えているマンデラは彼の申し出を固辞し続けていた。その夜、マンデラの知り合いのジャクソンが酔っ払って歩いているとき警官に止められ、パスを忘れていたジャクソンは彼らに連行され、警察署で暴行を受けて死亡する。しかし警察は事件を隠蔽するため、ジャクソンの死因を病死とする報告書を作成し、そのことにマンデラは判事に抗議するが取り合ってもらえない。黒人のための法律がないと憤ったマンデラは、シスルやアーメッド・カトラダたちと話し合った末、ANCに参加することを決める。
エヴリン・マセと結婚したマンデラは、シスルからバスボイコットを持ちかけられる。彼からただ理想を語るだけでは民衆が振り向いてくれないと言われ、まず生活に密着したバス料金の値上げの抗議活動を行うという。マンデラ自身もANCの活動にのめり込んでいたため、彼が活動に参加することを心配しているエヴリンに冷たく当たってしまう。シスルが予告通りにバスボイコットをしているのを見たマンデラは、止めるエヴリンに心配ないと話しボイコットへと加わる。時が過ぎ1948年、白人政権がアパルトヘイトを推し進めるなかマンデラとエヴリンの間に男の子のテンビが生まれ、3人はソウェトのオーランド・タウンシップに引っ越す。その後ANCの活動も活発になり、マンデラは家族に会わない日が多くなる。
ある日黒人たちの前で演説をしたマンデラは、演説終了後そのなかにいた女性と関係を持つ。彼が久しぶりに帰宅すると、家庭を顧みない夫に対して積もり積もった怒りを爆発させたエヴリンが調理器具で殴りかかり、彼女を組み伏せたマンデラはもう一緒には暮らせないと話し離婚を決める。広場に集まった黒人の群衆の前でマンデラは、ボーア人ばかり優遇する政権に対して抗議を示そうと群衆に奮起を促し、集団で白人用の駅構内に乗り込む。拘留されたのち釈放されたマンデラは1人で会いに来たテンビと話した後、故郷の村を訪れ母親に近況を話す。その後マンデラは病院のソーシャルワーカーであるウィニー・マディキゼラと知り合い、彼女に惹かれたマンデラはプロポーズしウィニーもそれを受け入れる。
1960年、ANCの活動もむなしく白人政権はアパルトヘイトを推し進め、そのことを抗議しに来た黒人たちへ警察は発砲し多くの死傷者を出す。丸腰の民衆に発砲するという行為に激怒したマンデラは、今までは非暴力だった運動を暴力も伴う運動に変えることを決意する。

## キャスト
| 役名                     | 俳優                       | 日本語吹替 |
| ------------------------ | -------------------------- | ---------- |
| ネルソン・マンデラ       | イドリス・エルバ           | 江原正士   |
| ウィニー・マンデラ       | ナオミ・ハリス             | 樋口あかり |
| ウォルター・シスル       | トニー・キゴロギ           | 三宅健太   |
| アーメッド・カトラダ     | リアード・ムーサ           | 各務立基   |
| レイモンド・ムラバ       | ゾラニ・ムキヴァ           |            |
| アンドリュー・ムランゲニ | シモ・モグワザ             |            |
| ゴヴァン・ムベキ         | ファナ・モコエナ           |            |
| エリアス・モツォアレディ | タペロ・モコエナ           |            |
| ジェイムズ・グレゴリー   | ジェイミー・バートレット   | 尾花かんじ |
| コビー・クッツェー       | ディオン・ロッツ           | 武田幸史   |
| エヴリン・マセ           | テリー・フェト             | 慶長佑香   |
| アルバート・ルツーリ     | セロ・マーク               |            |
| パトリック・レコタ       | ゼンゾ・ンゴーベ           |            |
| F・W・デクラーク         | ジス・ドゥ・ヴィリエ       |            |
| ニール・バーナード       | カール・ベウクス           |            |
| ジンジ・マンデラ         | リンディウェ・マチキザ     | 合田絵利   |
| 裁判長                   | ルイス・ヴァン・ニーカーク | 伊藤和晃   |
| 看守長                   | ロバート・ホッブズ         | 田原正治   |
| ブラム・フィッシャー     | アンドレ・ジェイコブス     | 山岸治雄   |
| デ・コック夫人           | ミシェル・スコット         | 水野千夏   |
| ブライアン・ウィドレイク | テオ・ランディ             | 野沢聡     |

## スタッフ
- 監督：ジャスティン・チャドウィック
- 脚本：ウィリアム・ニコルソン
- 原作：ネルソン・マンデラ 『自由への長い道 ネルソン・マンデラ自伝（英語版）』
- 製作：アナント・シン、デヴィッド・M・トンプソン（英語版）
- 製作総指揮：ハーヴェイ・ワインスタイン、サンジーヴ・シン、スディール・プラグジー、キャメロン・マクラッケン、フランソワ・イヴェルネル
- 撮影監督：ロル・クローリー
- プロダクションデザイナー：ジョニー・ブリート
- 編集：リック・ラッセル
- 衣裳デザイン：ダイアナ・シリアーズ、ルイ・フィリップ
- 音楽：アレックス・ヘッフェス（英語版）
- キャスティング：ムーニェン・リー

日本語版スタッフ
- 日本語字幕：松浦美奈
- 吹替翻訳：いずみつかさ
- 吹替演出：高田浩光
- 吹替録音・調整：戸島聡
- 吹替製作：スタジオ・エコー
- 吹替製作監修：船橋美里
- 日本語版製作：DISNEY CHARACTER VOICES INTERNATIONAL, INC.

## 製作
『マンデラ 自由への長い道』は南アフリカの反アパルトヘイト活動家で政治家のネルソン・マンデラの自伝『自由への長い道 ネルソン・マンデラ自伝』に基づいている。プロジェクトはプロデューサーのアナント・シンが投獄中のマンデラにインタビューした際に始まった。

### 音楽
2013年10月17日、U2が本作のために「オーディナリー・ラヴ」を書き下ろしていることが明らかとなった。バンドの公式ウェブサイトでは最初の短いスニペットを聞くことができた。

## 公開
ワールド・プレミアは2013年9月7日に第38回トロント国際映画祭で行われた。
ロンドンでは2013年12月5日にRoyal Film Performanceでプレミアが行われ、ウィリアム王子とキャサリン妃がマンデラの娘のジンジとゼナニと一緒に出席した。本作の上映中にネルソン・マンデラの死が報告された。ウィリアム王子とキャサリン妃にはすぐにマンデラの死が伝えられ、エンドクレジット中にプロデューサーのアナント・シンとイドリス・エルバはステージへ上がってマンデラの死を観客に知らせ、黙祷を捧げた。劇場を出る際にウィリアム王子は記者にコメントし、「非常に悲しく悲劇的な知らせだ。私たちはネルソン・マンデラが非凡で勇ましさを持つ人物であることに気付かされた。今は彼と彼の家族のことを思い祈っている」と述べた。翌日南アフリカでは敬意を表して一時的に公開を取りやめたが、2013年12月7日に公開が再開された。

### 批評家の反応
Rotten Tomatoesでは117件の批評家レビューで支持率は57%となった。「礼儀正しすぎるが、本作がイドリス・エルバの印象的な作品であること、命を鼓舞する力を示していることは否定しない」と総意が出された。Metacriticでは60件のレビューで加重平均値は60/100となった。
『バラエティ』のスコット・フォンダスは「マンデラの自伝は軽い表現を使っていない」と述べたが、エルバの演技は賞賛し「マンデラの生涯を演じたエルバの演技力は際立っている」と話した。
『USAトゥデイ』のクラウディア・ピュイグはエルバの演技についてはパワフルだったと褒めたが作品自体は強さがないと感じたと言い、「熱心と野心は、本作が南アフリカのアパルトヘイトを終わらせるため尽力したネルソン・マンデラの長い人生で起こった、あまりにも多くの事件を詰め込もうとしたために損なわれている。しかし主演俳優たちの才能、特にマンデラ役のイドリス・エルバの威厳ある演技は重厚さを加えている」と述べた。
Film.comのジョーダン・ホフマンは否定的な評価をし、「『マンデラ 自由への長い道』は蓄えておくべきだった。征服に対してつのる怒り、感動的な演説、不当な仕打ちに激怒するイドリス・エルバ、1人の人物の犠牲によって世界によりよい場所ができるまでを描写している。おかしく不快に聞こえるかもしれないが、本作を観た人は『パシフィック・リム』でキャンセリング・ジ・アポカリプスについてのエルバのばかばかしい演説以上に寒気を覚え、数ある退屈な映画よりも退屈に感じるだろう」とレビューを書いた。
一方で、『ローリング・ストーン』のピーター・トラヴァースは星2個と半分の概ね肯定的な評価を下し、好評価の大部分は演技についてだった。

### 歴史考証
キングス・カレッジ・ロンドンで世界史の講師をしているDr.ヴィンセント・ヒリバレンはBBCヒストリー・マガジンのHistory Extraでのレビューで「（本作は）アパルトヘイト時代のマンデラの理解についてはっきり描いている。少なくとも彼が私達に知って欲しいことが示されている。本作はマンデラの人生をベースにしたものではなくマンデラ自身の言葉に基づいていて、批評家の自伝についての批判は本作に向けることもできる」と話している。

### 受賞とノミネート
| 受賞とノミネート一覧             | 受賞とノミネート一覧    | 受賞とノミネート一覧                                                                            | 受賞とノミネート一覧 |
| 賞                               | 部門                    | 候補                                                                                            | 結果                 |
| -------------------------------- | ----------------------- | ----------------------------------------------------------------------------------------------- | -------------------- |
| アカデミー賞                     | 歌曲賞                  | U2 - 「オーディナリー・ラヴ」                                                                   | ノミネート           |
| 英国アカデミー賞                 | 英国作品賞              | ジャスティン・チャドウィック、アナント・シン、デヴィッド・M・トンプソン、ウィリアム・ニコルソン | ノミネート           |
| ゴールデングローブ賞             | 主演男優賞 (ドラマ部門) | イドリス・エルバ                                                                                | ノミネート           |
| ゴールデングローブ賞             | 作曲賞                  | アレックス・ヘッフェス                                                                          | ノミネート           |
| ゴールデングローブ賞             | 主題歌賞                | U2 &デンジャー・マウス - 「オーディナリー・ラヴ」                                               | 受賞                 |
| クリティクス・チョイス・アワード | 歌曲賞                  | U2 - 「オーディナリー・ラヴ」                                                                   | ノミネート           |